# Pseudomünze
Als Pseudomünze wird eine Münze bezeichnet, deren Status als kursgültige Währung in Frage steht. Dieser Status wird oft sehr kontrovers diskutiert. Hierbei ist zu beachten, dass der Ausdruck „Pseudomünze“ oft im Widerspruch zum rechtlichen Status als offizielle Zahlungsmittel steht und somit falsch ist.
Die Mehrzahl dieser sogenannten Pseudomünzen wird nach dem Verfahren der Medaillenprägung gefertigt, d. h. als Polierte Platte mit hohem Relief und anderen Charakteristika in Design, Durchmesser, Dicke bzw. Legierung, die sie für den landesüblichen Geldumlauf ungeeignet machen.
Pseudomünzen lassen sich grob in folgende Bereiche unterteilen:

## Fantasieprägungen
Fantasieprägungen sind Münzen, die nicht von den oder für diejenigen Staaten geprägt wurden, die sie angeblich repräsentieren, bzw. Prägungen, die nicht von einer oder für eine Regierung hergestellt wurden, die zur Ausgabe von Münzen auf gesetzlicher Grundlage berechtigt ist. Dazu gehören etwa von Privaten hergestellte, als „Probeeuros“ vermarktete Gepräge oder von Mikronationen (Scheinstaaten) herausgegebene Münzen.
Viele Fantasiemünzen haben wenig bis gar nichts mit dem Land zu tun, dessen Bezeichnung sie tragen. Sie werden von Münzhandelsfirmen entworfen, geprägt und ausgegeben, und ihre (sofern überhaupt vorhandene) Legitimation als „gesetzliches Zahlungsmittel“ erhalten sie lediglich dadurch, dass die entsprechenden Länder (meist „exotische“ Länder ohne eigene Umlaufmünzen, z. B. afrikanische Staaten oder pazifische Inselstaaten) gegen eine Gebühr eine Erlaubnis dazu erteilen.

## Pseudowährungen
Als Pseudowährung werden häufig fälschlicherweise nicht für den Umlauf geprägte Münzen bezeichnet. Hierbei handelt es sich um von einem Staat ausgegebene oder bewilligte Münzen, deren Nennwerte auf eine Währung lauten, die im betreffenden Staat nicht kursgültig ist. Ein Beispiel hierfür ist der Andorranische Diner, der einzig zur Ausgabe von Sammlermünzen dient und weder konvertierbar ist noch für den Zahlungsverkehr verwendet werden kann (die Währung Andorras ist der Euro). Ein weiteres Beispiel ist die englische Sovereign, dessen Status als Münze weit seltener infrage gestellt wird.

## Sammlerprägungen
Münzen, deren Kursfähigkeit, obwohl gesetzlich garantiert, rein theoretischer Natur ist. Diese Münzen sind nie zu ihrem Nennwert erhältlich, sondern werden von Beginn weg mit hohem Aufpreis verkauft. Ihr Geldwert ist auch deshalb hypothetisch, weil sie in der Bevölkerung und meist selbst bei Banken unbekannt sind (und deshalb nicht in Zahlung gegeben oder eingetauscht werden können). Beispiele sind französische Silbermünzen zum Nennwert von ¼ oder 1½ Euro.

## Gedenkmünzen von Kleinstaaten
Einige Kleinstaaten verkaufen an europäische und amerikanische Unternehmen Lizenzen, die diesen gestatten, im Namen des Staates Gedenkmünzen herauszugeben. Viele der geprägten Motive haben jedoch überhaupt keinen Bezug zum Land (z. B. die Gorch Fock oder der Fall der Berliner Mauer). Sie haben formal den Charakter eines offiziellen Zahlungsmittels (wobei oft fraglich ist, ob man vor Ort tatsächlich damit bezahlen könnte) und damit einer Münze, in Abgrenzung zu übrigen Privatprägungen, die Medaillen sind. Nichtsdestoweniger werden diese Prägungen auf dem Münzmarkt wie Medaillen behandelt, da das entsprechende Unternehmen so viele verschiedene Prägungen wie es möchte herausgeben kann und somit selten ein großer numismatischer Wert besteht. Hauptvertriebskanäle sind oft Zeitungsannoncen und Teleshopping, wo versucht wird, ahnungslosen Kunden vermeintliche Raritäten zu deutlich überhöhten Preisen zu verkaufen.
Länder, deren Gedenkprägungen in Lizenz in Europa erscheinen und von Numismatikern meist als wertlose Medaillen eingestuft werden, sind: Cook-Inseln, Gibraltar (Ausgabe in Eigenregie), Isle of Man (Ausgabe in Eigenregie), Liberia, Marshallinseln, Nauru, Niue, Palau, Sambia, Samoa, Somalia, Togo, Tokelau, Turks- und Caicosinseln, Tuvalu und Uganda.
Allerdings geben einige der genannten Staaten auch „echte“ eigene Gedenkmünzen mit numismatischem Wert heraus, sodass im Zweifelsfall nicht immer klar festzustellen ist, ob es sich um eine „echte“ Gedenkprägung handelt oder um eine in Lizenz produzierte Münze. Vorsicht ist angebracht, wenn das Motiv keinen Bezug zum Ausgabestaat hat sowie bei Ausgaben von kleinen Inselstaaten (insbesondere im Pazifik) und bei einigen afrikanischen Staaten. Auch der Vertriebskanal gibt hierüber Aufschluss, so handelt es sich bei vielen in Zeitungen und Teleshopping beworbenen Prägungen um Ausgaben deutscher Privatunternehmen.
Einen Sonderfall stellen Staaten wie Niue dar, die sowohl ihre Sondermünzen im Ausland prägen lassen, als auch die Münzen für den normalen Umlauf.
Die westeuropäischen Kleinstaaten Liechtenstein, Monaco, San Marino und Vatikanstadt sind hiervon nicht betroffen. Ihre Münzausgaben sind alle rein staatlich und somit vollwertige Gedenkmünzen im numismatischen Sinn, sodass hier auch im Wiederverkauf teilweise hohe Preise erzielt werden. Der Status von Andorranischen Münzen ist hingegen umstritten, siehe hierzu: Andorranischer Diner (Pseudowährung) und Andorranische Euromünzen (ab 2014).

## Abgrenzung
Handelsübliche Goldmünzen dagegen werden für legale Banktransaktionen bzw. zur geeigneten Lagerung und Verwendung von Gold geprägt und fallen nicht unter die Pseudomünzen. Siehe ergänzend auch Anlagemünze.